# Prosto
Prosto Sp. z o.o. (zapis stylizowany: PROSTO.) – polskie przedsiębiorstwo zajmujące się działalnością wydawniczą, utworzone w 2000 r. w Warszawie z inicjatywy Wojciecha „Sokoła” Sosnowskiego jako wytwórnia muzyczna związana z nurtem muzyki hip-hopowej.

## Prosto Label
Pierwsze nagrania firma Prosto wydała w 2001 r. we współpracy z koncernem BMG Poland. Był to debiutancki album producenta muzycznego Wacława „Waco” Gołdanowskiego zatytułowany Świeży materiał. Pierwszym wydanym niezależnie albumem była płyta Hołd rapera Rafała „Pono” Poniedzielskiego z 2002 r.. Wydawnictwo muzyczne Prosto Label wygasiło swoją działalność w 2020 r.. 
Do 2020 r. firma wydała nagrania takich zespołów i wykonawców jak: WWO, Zipera, TPWC, Hemp Gru, Jędker, Fundacja 1, HuczuHucz, EastWest Rockers, Fu, Pezet, Juras i Wigor, Małolat i Ajron, Soundkail, THS Klika, HiFi Banda, VNM, DwaZera, Brahu, Pokój z Widokiem na Wojnę, Diox i The Returners, Endefis, Hades, KaeN, Parzel i Siwers, KęKę, Polski Mistrzowski Manewr, RaggaBangg, Ras Luta, 2sty, JANK1LLER, Frosti Rege, Małach i Rufuz, Sokół i Marysia Starosta, Żyto, SoDrummatic, Noize from Dust, Duit, ZIP Skład.

## Prosto Mixtape
22 grudnia 2006 ukazała się pierwsza kompilacja z cyklu Prosto Mixtape pt. Prosto Mixtape Deszczu Strugi. W nagraniach wzięło udział 14 producentów i 36 raperów. Kompozycje zmiksował DJ Deszczu Strugi z WWO. Wydawnictwo dotarło do 32. miejsca listy OLiS. Druga część pt. Prosto Mixtape 600V ukazała się 26 kwietnia 2010. DJ 600V zmiksował 43 utwory nagrane przez 77 wykonawców. Prowadzącymi byli Sokół i VNM. Płyta dotarła do 5. miejsca listy OLiS, uzyskała także status złotej. 16 kwietnia 2012 ukazała się trzecia część cyklu pt. Prosto Mixtape Kebs. Zmiksowany został przez DJ Kebsa z grupy HiFi Banda. Na albumie znalazły się 23 utwory, w których udział wzięło 61 raperów oraz 16 producentów muzycznych. Składankę prowadził zespół Bez Cenzury. Nagrania dotarły do 4. miejsca listy OLiS. 27 listopada 2015 została wydana czwarta części cyklu pt. Prosto Mixtape IV. Producentami wszystkich utworów byli: DJ. B, DJ Grubaz, DJ Chwiał i Falcon1.. Płyta osiągnęła 16. miejsce na OLiS.